# Palazzia
Palazzia là một chi ốc biển, là động vật thân mềm chân bụng sống ở biển trong họ Turbinidae.

## Các loài
Các loài trong chi Palazzia gồm có:
- Palazzia ausonia (Palazzi, 1988)[2]
- Palazzia nautiliformis (Powell, 1927)
- Palazzia pankakare Absalao, 2009[3]
- Palazzia planorbis (Dall, 1927)[4]
- Palazzia ramosa (Powell, 1940)